# Fagiolo asparago
Il fagiolo asparago è una pianta della famiglia delle Fabaceae (o Leguminose) (Vigna unguiculata subsp. sesquipedalis ) ed è un legume coltivato per i suoi baccelli verdi commestibili noto anche come fagiolo serpente. Probabilmente originario dell'Africa.

## Descrizione
È una pianta erbacea rampicante, che può raggiungere i 3-4 metri di altezza, i baccelli cilindrici, di colore verde chiaro, sono lunghi solo circa mezzo metro quindi il nome della sottospecie sesquipedalis (un piede e mezzo di lunghezza; 1,5 piedi (0,50 iarde) è un'approssimazione più accurata. La pianta è subtropicale / tropicale e più ampiamente coltivata nelle zone più calde dell'Asia meridionale, del Sud-est asiatico e della Cina meridionale.